# Atlantisch orkaanseizoen 1967
Het Atlantisch orkaanseizoen 1967 duurde van 1 juni 1967 tot 30 november 1967. Tropische cyclonen die buiten deze seizoensgrenzen ontstaan, maar nog binnen het kalenderjaar 1967, worden ook nog tot dit seizoen gerekend.
Orkaan Beulah kwam aan land in de Verenigde Staten ter hoogte van Brownsville (Texas) op 20 september. Daar werd een maximale windsnelheid van 136 mijl/u (218,87 km/u) gemeten en de orkaan veroorzaakte er grote schade.